# Artas Sanaa
Artas Walentinowicz Sanaa, znany także jako Nurisłam Sanajew (ros. Артас Валентинович Санаа; ur. 9 lutego 1991) – rosyjski i od 2014 roku kazachski zapaśnik startujący w stylu wolnym. Brązowy medalista olimpijski z Tokio 2020 w kategorii 57 kg. Zajął dwunaste miejsce w Rio de Janeiro 2016 w kategorii 57 kg.
Wicemistrz świata w 2018; trzeci w 2019 i piąty w 2014 i 2015. Złoty medalista mistrzostw Azji w 2018 i brązowy w 2017. Ósmy w Pucharze Świata w 2012 roku.